# Under the Sheets
Under the Sheets è il singolo di debutto della cantante britannica Ellie Goulding, pubblicato il 9 novembre 2009 in Gran Bretagna sotto l'etichetta Polydor Records. È il primo singolo estratto dall'album di debutto dell'artista Lights.

## Tracce
EP di iTunes (Regno Unito)
1. Under the Sheets – 3:46
2. Fighter Plane – 4:24
3. Under the Sheets (Jakwob Remix) – 5:36
4. Under the Sheets (Pariah Remix) – 4:50

Singolo 7" (Regno Unito)
1. Under the Sheets – 3:46
2. Fighter Plane – 4:24

## Classifiche
| Classifica (2010) | Posizione massima |
| ----------------- | ----------------- |
| Belgio (Fiandre)  | 53                |
| Germania          | 91                |
| Regno Unito       | 53                |